# Pierre Constantin du Kongo
Pierre Constantin da Silva (surnommé Kibenga (i.e Valeureux) en  kikongo  & Pedro Constantinho da Silva en portugais  (tué le 15 février 1709) . Prince du royaume du Kongo,  prétendant au titre  de Manikongo de 1704 à 1709.   

## Origine
Pedro Constantinho da Silva est un membre de la famille royale du royaume du Kongo. Neveu de la reine Ana Afonso de Leão  il est également le frère du futur roi Manuel Masaka, le demi frère de Dom Aleixo Afonso duc de Mbamba et le cousin du roi Manuel Ier.

## Un Prince aventurier
En 1690 Pedro Constantinho et son demi-frère Dom Aleixo Afonso complotent contre la reine Dona Ana Afonso de Leão qui doit s'enfuir de Nkondo. Les deux princes  se rallient alors à leur  cousin  Manuel Ier du Kongo roi de Kibangu (1685-1690) qui prétend au titre de Manikongo (1691-1692).   
Don Aleixo Afonso met à profit en 1691 cette alliance pour déposséder de son titre Pedro de Valle de Lagrimas le duc de Mbemba qui était un partisan fidèle de la reine Dona Ana. Pedro Constantinho de son côté obtient le marquisat de Wembo.    
Après l'échec de l'entreprise de Manuel Ier qui doit se retirer à Ngombe (1692-1693), les deux demi frères se retournent  contre leur allié et propose  au roi Alvare X  de Kibangu de le tuer en contrepartie du meurtre de Dona Ana de Leão. Alvare X élude sa réponse et se garde bien d'attaquer à  la vieille reine pendant   que les deux comploteurs  tuent Manuel Ier lors d'un combat le   23 septembre 1693 ils envoient sa tête coupée et les insignes de la royauté à Alvare X.
En 1696  Dom Aleixo est tué par Pedro de Valle de Lagrimas qui retrouve son fief de Mbamba  pendant que Pedro Constantinho da Silva marquis de Wembo doit fuir sa résidence le 3 septembre 1696, lors de l'assaut donné par les capitaines de la Reine Dona Ana.  Pedro se réfugie à Bula auprès du roi  Jean II du Kongo toutefois l'attitude hostile de ce  dernier l'oblige à demander l'asile à Pedro de Agua Rosada, le frère d'Alvare X, qui est  roi à Kibangu.  Ce dernier l'accueille avec empressement le nomme Capitaine Général et épouse même sa nièce Dona Maria-Ipolita en juillet 1699.
Lorsque Pierre IV de Agua Rosada, veut s'assurer définitivement le titre royal en occupant la capitale São Salvado il charge son Capitaine Général de conquérir la ville. Pedro Constantinho da Silva qui s'était rapproché entre-temps des Antoniens que sa nièce avait d'ailleurs rejoint en abandonnant son époux le roi, décide de prendre leur parti et se proclame roi en 1704 à São Salvador.
Après la condamnation et l'exécution de Dona Beatrix  prophétesse des Antoniens, Pedro IV décide de prendre São  Salvador. À la tête d'une armée de 30 000 hommes appuyée par les troupes de la reine Dona Ana, il livre bataille à Pedro Constantinho qui est vaincu, capturé et immédiatement exécuté le 15 février 1709. Par mesure d'apaisement Pedro IV accorde ensuite à Manuel Masaka, le demi-frère de Pedro Constantinho,  sa fille en mariage ainsi que l'expectative de sa succession au trône.

## Sources
- (pt) Fernando Campos « O rei D. Pedro IV Ne Nsamu a Mbemba. A unidade do Congo », dans Africa. Revista do centro de Estudos Africanos, USP S. Paulo 18-19 (1)  1995/1996 p. 159-199  & USP S. Paulo 20-21 1997/1998 p. 305-375.
- (en) John K. Thornton The Kongolese Saint Anthony: Dona Beatriz Kimpa Vita and the Antonian Movement, 1684-1706, Cambridge University, 1998.